# Južni greben
Koordinati:   44°19′07″N, 14°42′43″EJužni greben je majhen nenaseljen otoček v Jadranskem morju, ki pripada Hrvaški.
Južni greben leži okoli 4 km vzhodno od Premude. Njegova površina meri 0,139 km². Dolžina obalnega pasu je 2,17 km. Najvišji vrh je visok 38 mnm.